# Eucereon obscura
Eucereon obscura là một loài bướm đêm thuộc phân họ Arctiinae, họ Erebidae.